# Gaetanus pungens
Gaetanus pungens är en kräftdjursart som först beskrevs av Giesbrecht 1895.  Gaetanus pungens ingår i släktet Gaetanus och familjen Aetideidae. Inga underarter finns listade i Catalogue of Life.